# Witold Morawski (podporucznik)
Witold Morawski ps. Witold, Witold Czarny (ur. 19 marca 1919, zm. 11 sierpnia 1989) – podharcmistrz, podporucznik Armii Krajowej, szef wyszkolenia kompanii, ostatni dowódca 2. kompanii „Rudy” batalionu „Zośka”, powstaniec warszawski.

## II wojna światowa

### Konspiracja
Podczas okupacji należał do mokotowskiej grupy PET-u, Sad 400 (Hufiec Południe), pod dowództwem Andrzeja Romockiego. Brał udział w akcjach:
- Gołąb - wysadzenie pociągu wiozącego niemieckich żołnierzy z frontu wschodniego; rozpoznanie i ubezpieczenie
- Taśma - grupa II ataku na strażnicę z boku
- Akcja Wilanów - zastępca dowódcy grupy Streifa akcja likwidująca żandarmerię niemiecką oraz policję granatową

Ukończył II turnus Agricoli z siódmą lokatą. Uczestniczył w bazie leśnej - akcja Par. I.

### Powstanie warszawskie
Walczył w powstaniu warszawskim na Woli, Starym Mieście i Czerniakowie. Należał do grupy, która przebiła się przez Ogród Saski do Śródmieścia. Po śmierci Andrzeja Romockiego objął dowództwo 2. kompanii. Pod koniec września przepłynął na ochotnika Wisłę z prośbą o wznowienie ewakuacji żołnierzy walczących na przyczółku czerniakowskim. Po powstaniu przebywał w szpitalu w Michalinie.

## Lata powojenne
Po wojnie ożenił się z Brytyjką i rozpoczął studia w Szkole Głównej Handlowej.
W połowie stycznia 1949 r. aresztowany przez funkcjonariuszy Ministerstwa Bezpieczeństwa Publicznego i osadzony w więzieniu mokotowskim. Sądzony trzykrotnie: w 1950 r. otrzymał karę ośmiu lat pozbawienia wolności, w 1951 podniesiono mu karę do lat trzynastu, ostatecznie, w 1952  r. skazany na dwanaście lat więzienia. Karę odbywał w zakładzie karnym w Rawiczu.
W więzieniu, w wyniku prześladowań, zachorował na schizofrenię. Wniosek wystosowany przez lekarza do prokuratury o zwolnienie z więzienia, spotkał się z odmową. Na wolność wyszedł w 1955 r. Dzięki kolegom z batalionu „Zośka” trafił do szpitala w Tworkach, w bardzo zaawansowanym stadium choroby. Przez chorobę nie mógł powrócić na studia ani pracować. W 1958 r. otrzymał z Międzyresortowej Komisji do spraw Pomocy Osobom Rehabilitowanym odszkodowanie oraz rentę w wysokości 800 zł.
Zmarł 11 sierpnia 1989 r.

## Odznaczenia
- Order Virtuti Militari kl. V
- Krzyż Walecznych dwukrotnie